# Elizaveta Goreva
Elizaveta Goreva (Poltava, Ucrania, 1859-18 de julio de 1917) fue una actriz de teatro y empresaria rusa.

## Carrera artística
Comenzó trabajando en la obra Maria Stuart de Friedrich Schiller sobre la figura histórica de María I de Escocia, en la que fue aclamada por el público. En el invierno de 1881-1882 trabajó en el teatro Tiflis, y en primavera en el teatro Alexandrinsky de San Petersburgo donde interpretó una obra de Dmitry Averkiyev.